# Burg Lampersdorf
Die Burg Lampersdorf, auch Burgstallbuck genannt, ist eine abgegangene Turmhügelburg (Motte) am Nordwestrand des Gemeindeteils Lampersdorf von Allersberg im mittelfränkischen Landkreis Roth in Bayern.
Sie ist unter dem Aktenzeichen D-5-6733-0012 als Bodendenkmal in die bayerische Denkmalliste eingetragen.

## Geschichte
Die Erbauer der Burg sind nicht überliefert. Die Herren von Stein waren zu Beginn des 12. Jahrhunderts in Lampersdorf begütert, so dass sie als Erbauer der Burg in Frage kämen.
Die Motte wird 1466 und 1544 nur noch als Burgstall erwähnt, war somit damals schon abgegangen.

## Beschreibung
Die Burg hat die Form eines rechteckigen Mottenhügels mit den Basismaßen von ca. 61 × 56 m. Das 29 × 32 m große Plateau ist von einem verschliffenen Wall umgeben. Um den 6 m hohen Hügel verläuft ein Graben von 10 bis 12 m Breite, dem ein Wall vorgelagert ist. In der Mitte der Plateaunordseite könnte eine ca. 15 m breite Senke auf den Standort eines Turmes hindeuten. Die Motte steht im Nordostviertel einer Wall-Graben-Anlage von unregelmäßiger Form und einer maximalen Ausdehnung von ca. 200 × 140 m, die wohl im Süden und Westen auch eine Vorburg umgab, von der heute nichts mehr vorhanden ist. Diese äußere Befestigung ist im Südwesten und Süden u. a. durch die Anlage von Fischteichen mittlerweile eingeebnet und auch im Nordosten stark verschliffen.